# Palau i olympiska sommarspelen 2000
Palau deltog i de olympiska sommarspelen 2000, vilket var första gången i de olympiska spelen, med en trupp bestående av fem deltagare, två män och tre kvinnor, men ingen av landets deltagare erövrade någon medalj.

## Friidrott
Herrarnas 100 meter
- Christopher Adolf
  1. Omgång 1 - 11.01 (gick inte vidare)

Damernas 100 meter
- Peoria Koshiba
  1. Omgång 1 - 12.66 (gick inte vidare)